# Диденко, Олеся Николаевна
Олеся Николаевна Диденко (род. 20 июня 1981) — российская футболистка, нападающая, игрок в мини-футбол и пляжный футбол.

## Биография
В большом футболе выступала в высшей лиге за московские клубы «Чертаново» и «Измайлово».
Много лет играла в соревнованиях по мини-футболу за клубы «Чертаново», «Снежана-Котельники», «Виктория» (НН), РГАУ-МСХА, «Метеор» (Московская обл.), «Альфа-Банк», «Строгино» и другие. Была одним из лидеров нападения своих команд. Неоднократная чемпионка и призёр чемпионатов России. Входила в число лучших снайперов сезона в высшей лиге, например, в сезоне 2000/01 — 17 голов (четвёртое место). Лучший бомбардир чемпионатов России 2004/05 (38 голов) и 2005/06 (43 гола).
Выступала за сборную России по мини-футболу и была её капитаном. Бронзовый призёр чемпионата мира 2010 года.
В пляжном футболе неоднократно участвовала в финальных турнирах чемпионата России. Чемпионка России 2012 года в составе МГУП и 2013 года в составе московского «Локомотива». Заняла второе место в споре бомбардиров чемпионата 2013 года (7 голов). Бронзовый призёр чемпионатов 2015 года (РГАУ-МСХА) и 2019 года («Строгино»).